# العلاقات الصومالية القبرصية
العلاقات الصومالية القبرصية هي العلاقات الثنائية التي تجمع بين الصومال وقبرص.

## مقارنة بين البلدين
هذه مقارنة عامة ومرجعية للدولتين:
| وجه المقارنة                                              | الصومال                        | قبرص                                                                 |
| --------------------------------------------------------- | ------------------------------ | -------------------------------------------------------------------- |
| المساحة (كم2)                                             | 637.66 ألف                     | 9.24 ألف                                                             |
| عدد السكان (نسمة)                                         | 14.74 مليون                    | 1.14 مليون                                                           |
| الكثافة السكانية (ن./كم²)                                 | 23.12                          | 123.38                                                               |
| العاصمة                                                   | مقديشو                         | نيقوسيا                                                              |
| اللغة الرسمية                                             | اللغة الصومالية، اللغة العربية | اليونانية الحديثة، اللغة التركية، لغة يونانية                        |
| العملة                                                    | شلن صومالي                     | يورو، جنيه قبرصي                                                     |
| الناتج المحلي الإجمالي (بليون دولار)                      | 7.37 مليار                     | 21.65 مليار                                                          |
| الناتج المحلي الإجمالي (تعادل القوة الشرائية) بليون دولار |                                | 26.73 مليار                                                          |
| الناتج المحلي الإجمالي الاسمي للفرد دولار أمريكي          | 549                            | 23.24 ألف                                                            |
| الناتج المحلي الإجمالي للفرد دولار أمريكي                 |                                | 30.24 ألف                                                            |
| مؤشر التنمية البشرية                                      |                                | 0.850                                                                |
| رمز المكالمات الدولي                                      | +252                           | +357                                                                 |
| رمز الإنترنت                                              | .so                            | .cy                                                                  |
| المنطقة الزمنية                                           | ت ع م+03:00                    | ت ع م+02:00، ت ع م+03:00، توقيت شرق أوروبا، توقيت شرق أوروبا الصيفي ‏ |

## منظمات دولية مشتركة
يشترك البلدان في عضوية مجموعة من المنظمات الدولية، منها:
| علم المنظمة | اسم المنظمة                               | تاريخ انضمام الصومال | تاريخ انضمام قبرص |
| ----------- | ----------------------------------------- | -------------------- | ----------------- |
|             | مؤسسة التنمية الدولية                     | 31 أغسطس 1962        | 2 مارس 1962       |
|             | مؤسسة التمويل الدولية                     | 31 أغسطس 1962        | 2 مارس 1962       |
|             | منظمة حظر الأسلحة الكيميائية              | ?                    | ?                 |
|             | الأمم المتحدة                             | 20 سبتمبر 1960       | 20 سبتمبر 1960    |
|             | الاتحاد الدولي للاتصالات                  | 28 سبتمبر 1962       | 24 أبريل 1961     |
|             | منظمة الشرطة الجنائية الدولية             | ?                    | ?                 |
|             | البنك الدولي للإنشاء والتعمير             | 31 أغسطس 1962        | 21 ديسمبر 1961    |
|             | الاتحاد البريدي العالمي                   | ?                    | ?                 |
|             | المركز الدولي لتسوية المنازعات الاستشارية | 30 مارس 1968         | 25 ديسمبر 1966    |
|             | يونسكو                                    | 15 نوفمبر 1960       | 6 فبراير 1961     |
|             | الفريق المعني برصد الأرض                  | ?                    | ?                 |

## وصلات خارجية
- موقع وزارة الخارجية الصومالية
- موقع وزارة الخارجية القبرصية